# Xylopia arenaria
Xylopia arenaria är en kirimojaväxtart som beskrevs av Adolf Engler. Xylopia arenaria ingår i släktet Xylopia och familjen kirimojaväxter. IUCN kategoriserar arten globalt som sårbar. Inga underarter finns listade i Catalogue of Life.